# Gedraaide icosidodecaëder
Een gedraaide icosidodecaëder of vijfhoekige orthogonale dubbelrotonde is in de meetkunde het johnsonlichaam J34. Deze ruimtelijke figuur kan worden geconstrueerd door twee vijfhoekige rotondes J6 met hun congruente grondvlakken op elkaar te plaatsen. Wanneer deze ten opzichte van elkaar 36° worden gedraaid, ontstaat een gewone icosidodecaëder.
De 92 johnsonlichamen werden in 1966 door Norman Johnson benoemd en beschreven.
- (en)  MathWorld. Pentagonal Orthobirotunda.